# Bread and Circuses (The View)
Bread and Circuses è il terzo album in studio del gruppo musicale indie rock scozzese The View, pubblicato nel 2011.

## Tracce
1. Grace
2. Underneath The Lights
3. Tragic Magic
4. Girl
5. Life
6. Friend
7. Beautiful
8. Blondie
9. Sunday
10. Walls
11. Happy
12. Best Lasts Forever
13. Witches

## Formazione
- Kyle Falconer - voce, chitarra, piano
- Kieren Webster - voce, basso
- Pete Reilly - chitarra
- Steven Morrison - batteria